# Cratere Morella
Morella  è un cratere sulla superficie di Marte.